# امیربیگلو
امیربیگلو، روستایی از توابع بخش کرگان‌رود شهرستان طوالش در استان گیلان ایران است.

## جمعیت
این روستا در دهستان لیسار قرار دارد و براساس سرشماری مرکز آمار ایران در سال ۱۳۸۵، جمعیت آن ۱۶۸ نفر (۳۶خانوار) بوده‌است.اکثریت جمعیت روستا از ترکهای آذربایجانی تشکیل یافته است